# Дом на улице Володарского, 50 (Ярославль)
Жилой дом на улице Володарского, 50 — здание, построенное в 1920-30-х годах для работников Ярославского электромеханического завода. Постройка выполнена в стиле конструктивизма и имеет неофициальное название «шведский дом».

## Строительство
В 1927 году Правительство СССР заключило договор с шведским акционерным обществом  ASEA на создание первого предприятия электротехнической промышленности, которое было построено в 1929 году.
Вместе с заводом был построен многоквартирный «шведский дом» для работников. Автором проекта предположительно был архитектор Александр Васильевич Фёдоров (1892—1952).
Дом состоит из трёх корпусов — один главный по ул. Володарского и два боковых — по ул. Свердлова и Кучерскому переулку. Изначально дом имел три этажа, а центральный вход главного корпуса — четыре. В настоящее время весь дом четырёхэтажный.